# Autoportret (Tartaglia)
Autoportret je jedno od najranijih i najuspjelijih djela hrvatskoga slikara Marina Tartaglie. Naslikano je 1917. godine u ekspresionističkom stilu slikarskom tehnikom ulje na kartonu s vrlo smjelim odnosima boja. Taj je Tartaglijin autoportret nastao kao plod intenzivnoga druženja s talijanskim slikarima Carlom Carràom i Giorgiom de Chiricom, s kojima je svojedobno zajedno izlagao u Rimu.

## Opis
Slika odiše ekspresivnim deformacijama i snažnim vibracijama toplo-hladnih akorda, ali u sebi nosi i dah ironije svojstven avangardi. Dio je Tartaglijina prvog razdoblja u slikarstvu, a danas se nalazi u zbirci Muzeja suvremene umjetnosti u Zagrebu.

## Vanjske poveznice
- Matica.hr / Vijenac (258) – Ive Šimat Banov: »Slikar koji je iz oaze prebjegao u pustinju«  Arhivirana inačica izvorne stranice od 29. listopada 2019. (Wayback Machine)